# كريت

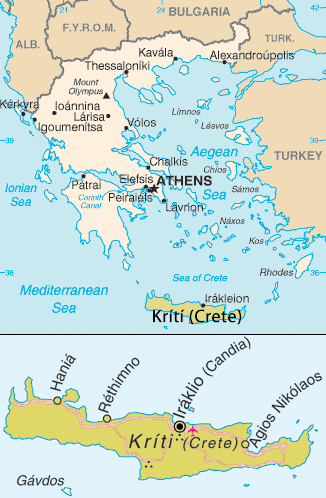
اليونان وإقريطش

كريتِ أو إقريطش أو اقريطية (باليونانية: Κρήτη)‏ أكبر الجزر اليونانية وأكثرها اكتظاظًا بالسكان، وتحتل المرتبة 88 من ناحية المساحة على مستوى العالم والمرتبة الخامسة من ناحية المساحة في البحر الأبيض المتوسط، بعد صقلية وسردينيا وقبرص وكورسيكا. تقع جزيرة كريت على بعد حوالي 100 كيلومتر (62 ميل) جنوب شبه جزيرة بيلوبونيز، وحوالي 300 كيلومتر (190 ميل) جنوب غرب الأناضول. تبلغ مساحة كريت 8450 كيلومتر مربع (3260 ميل مربع) ويبلغ طول سواحلها 1046 كيلومتر (650 ميل). تحد الجزيرة الحدود الجنوبية لبحر إيجة، إذ يحدها بحر كريت (أو بحر شمال كريت) من الشمال والبحر الليبي (أو بحر جنوب كريت) من الجنوب. يمتد طول جزيرة كريت حوالي 260 كيلومتر من الغرب إلى الشرق، ولكنها ضيقة من الشمال إلى الجنوب، إذ تغطي ثلاث خطوط طول لكن نصف خط عرض فقط.
تتكون منطقة كريت، التي تعدّ أقصى جنوب منطقة إدارية عالية المستوى من بين 13 منطقة في اليونان، وخامس أكثر مناطق اليونان سكانًا، من جزيرة كريت والعديد من الجزر والجزر الصغيرة المحيطة بها. تقع عاصمتها هيراكليون- وهي أكبر مدنها- على الساحل الشمالي للجزيرة. يبلغ عدد سكان المنطقة 624,408 نسمة وفقًا لتعداد عام 2021. تقع دوديكانيسيا إلى الشمال الشرقي من كريت، بينما تقع جزر سيكلاديز إلى الشمال منها، ويفصل بينهما بحر كريت. تقع شبه جزيرة بيلوبونيز إلى الشمال الغربي من المنطقة.
كانت جزيرة كريت مركزًا لأول حضارة متقدمة في أوروبا، وهي الحضارة المينوية، وذلك منذ عام 2700 قبل الميلاد إلى عام 1420 قبل الميلاد. غزت الحضارة الميسينية من البر الرئيسي اليوناني الحضارة المينوية وأطاحت بها. حكمت روما كريت لاحقًا، ثم توالت عليها الإمبراطورية البيزنطية والعرب الأندلسيين وجمهورية البندقية والإمبراطورية العثمانية. حققت كريت في عام 1898- وقد أراد شعبها لفترة الانضمام إلى الدولة اليونانية- استقلالها عن العثمانيين، وأصبحت رسميًا دولة كريت. أصبحت كريت جزءًا من اليونان في ديسمبر 1913.
تتميز معظم أراضي جزيرة كريت بطابع جبلي، إذ تميز تضاريسها سلسلة جبلية عالية تمتد من الغرب إلى الشرق. تضم هذه السلسلة أعلى نقطة في كريت، وهي جبل إيدا، وسلسلة الجبال البيضاء (ليفكا أوري) التي تضم 30 قمة تتجاوز ارتفاع 2000 متر (6600 قدم)، ومضيق سماريا، وهي محمية طبيعية حيوية عالمية. تشكل جزيرة كريت جزءًا هامًا من الاقتصاد والتراث الثقافي لليونان، مع الحفاظ على ملامحها الثقافية المحلية الخاصة (مثل الشعر والموسيقى). يخدم مطارا نيكوس كازانتزاكيس في هيراكليون ومطار داسكالويانيس في خانيا المسافرين الدوليين. يقع أيضًا قصر كنوسوس المينوي في هيراكليون.

## التسمية
اشتهرت كريت في العصور القديمة بأسماء عديدة، فسميت ماكارونيسوس Macaronesos ويريا Aeria (طلق الهواء)، وأيضاً عرفت باسم دوليخة Doliche بسبب شكلها المستطيل، وأيضاً سميت تلخينيا Telchinia نسبة للشعب المعروف بأسم تلخينيس Telchines وهو أحد الشعوب التي استوطنت هذه الجزيرة في الأزمنة القديمة، وأطلق عليها اسم ايدايا Idaea.
أما في العصور الوسطى فقد أطلق عليها المؤرخون والجغرافيون المسلمون اسم اقريطش، أو اقريطية، وذكر المؤرخ القلقشندي أنها تسمى (أقريطش البترليش) والتي تعني مائة مدينة، وعرفها المؤرخون البيزنطيون باسم كريتا Creta.
ولا يعرف أصل اسم كريت فيُرجح بأنه مشتق من اسم كوريتيس Curetes وهم اسم أحد الشعوب التي سكنت كريت قديماً. ويعتقد أيضاً أنه من الاسم كريس Cres وهو اسم أول ملك حكم هذه الجزيرة، وأطلق عليه القلقشندي اسم قراطي.

## التاريخ
منذ زمن بعيد نشأت في هذه الجزيرة الحضارة المينوية نسبة إلى الملك الأسطوري مينوس الذي أسس الحضارة والعمران في تلك الجزيرة منذ ما يقارب من 4000 سنة وما لبثت هذه الحضارة المتميزة بجمال قصورها وروعة مبانيها أن بسطت سيطرتها على كامل بحر إيجة. ولا تزال هذه المعالم بارزة في آثارها التاريخية.
وقد ظلت الجزيرة تابعة للإمبراطورية البيزنطينية حتى فتحها أبو حفص عمر البلوطي الأندلسي الذي أقام إمارة فيها ثم ما لبث أن استعادها منه الإمبراطور البيزنطي نقفور الثاني سنة 961 م ثم سقطت بيد البنادقة عام 1204 م خلال الحملة الصليبية الرابعة، ثم سيطر العثمانيون على هذه المنطقة في حكم خليفة السلطان إبراهيم الأول في عام 1645م، ضمت الجزيرة إلى اليونان عام 1913 م بعد قرون من الحكم العثماني.
أطلق عليها العرب (اقريطش)، وعرفت عند الأتراك باسم (جزيت) وحديثاً باسم جزيرة كريت، وتتبع حالياً اليونان وهي أكبر الجزر اليونانية، وتوجد ضمن الحوض الشرقي للبحر المتوسط، وفي أقصى جنوب بحر إيجة، والعاصمة هي كانديا (أو الخندق)، وهو اسم أطلقه الأندلسيون عندما حكموا كريت، واستبدل حديثاً (هرقليون).

## الأرض
عرفت عند العرب باسم «إقريطش» وعرفها الأتراك باسم «جزيت». وهي عبارة عن جزيرة مستطيلة الشكل طولها بين الغرب والشرق 255 كيلومترًا، وأكبر عرض لها يبلغ 50 كم، وتبلغ مساحتها 8331 كيلومترًا، وترتفع أرض إقريطش في الوسط حيث تنتشر الجبال في خط يمتد من الشرق إلى الغرب، وأعلى قممها تصل إلى 2456 مترًا، حيث جبال أيدهي أوروس. وتحاط سواحل الجزيرة بسهول ساحلية، وتنحدر إليها أنهار قصيرة سريعة الجريان، وتتمتع سواحل الجزيرة الشمالية بعدد من الخلجان تصلح كموانئ طبيعية، ومعظم مدنها موانئ على الساحل الشمالي.

## المناخ
في كريت منطقتان مناخيتان، المتوسطية وشمال الأفريقية. مناخ إقريطش معتدل في الأصل، ولكن تزداد رطوبة الجو أحياناً بحسب القرب من البحر. الشتاء لطيف ومعتدل، ويهطل الثلج في المناطق الجبلية. في الصيف يتراوح معدل درجة الحرارة بين 20 و 30 درجة مئوية، ما عدا الساحل الجنوبي الذي يتضمن غابة ميسارا وجبال أستيروسيا، والتي تقع في المنطقة المناخية شمال الأفريقية التي تتميز بأيام شمسية أكثر، ودرجة الحرارة فيها تكون عالية في الصيف. قد يكون أفضل وقت لزيارة إقريطش هو فصلا الربيع والخريف.

## السكان
يسكن كريت حوالي 800 ألف نسمة وينتمون إلى عناصر متعددة أغلبهم من اليونانية، ثم جالية تركية وصلت الجزيرة إبان الحكم الإسلامي لها. ويعمل سكان الجزيرة في الزراعة، وينتجون القمح والذرة والزيتون والعنب والحمضيات، كما يعمل قطاع منهم في الحرف البحرية كصيد الأسماك والإسفنج والتجارة خارج جزيرتهم، وهناك عدد آخر يعمل في الرعي والصناعات التقليدية.

## معرض صور

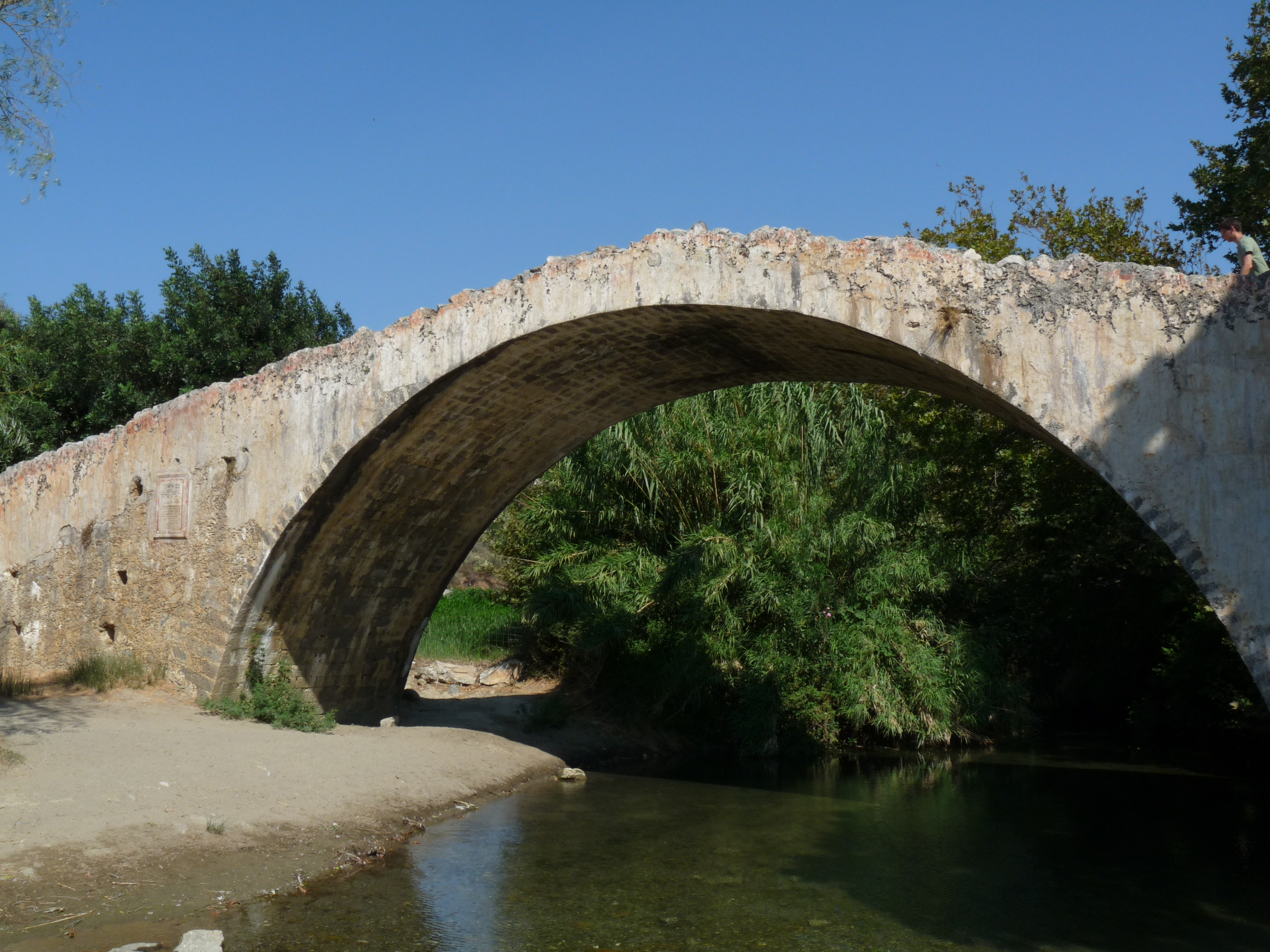
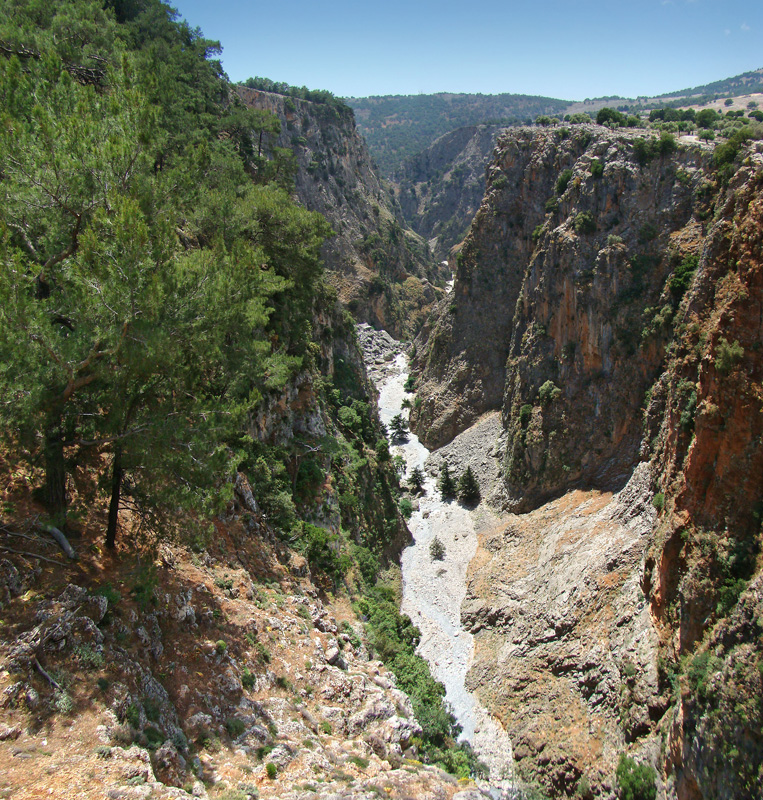
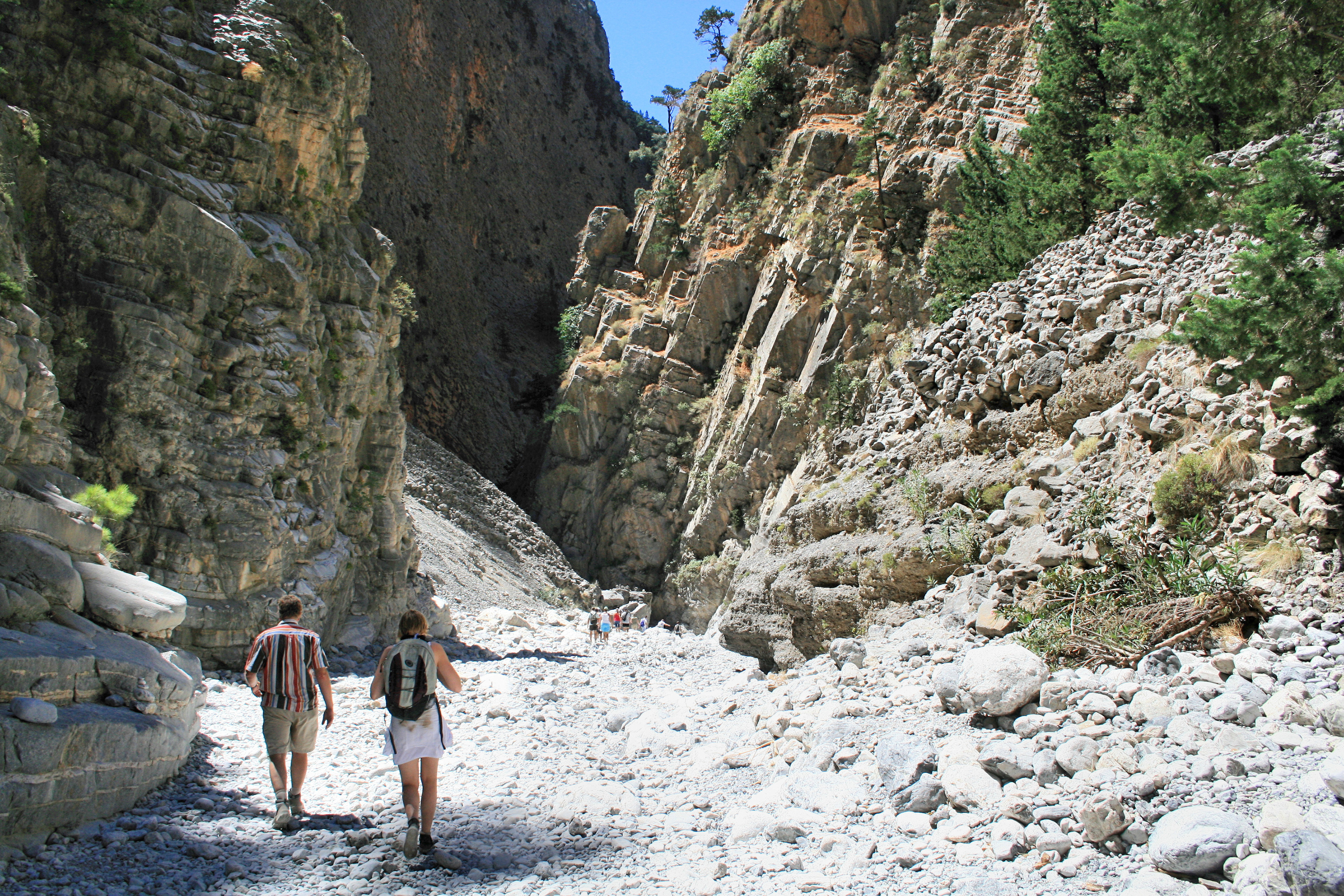
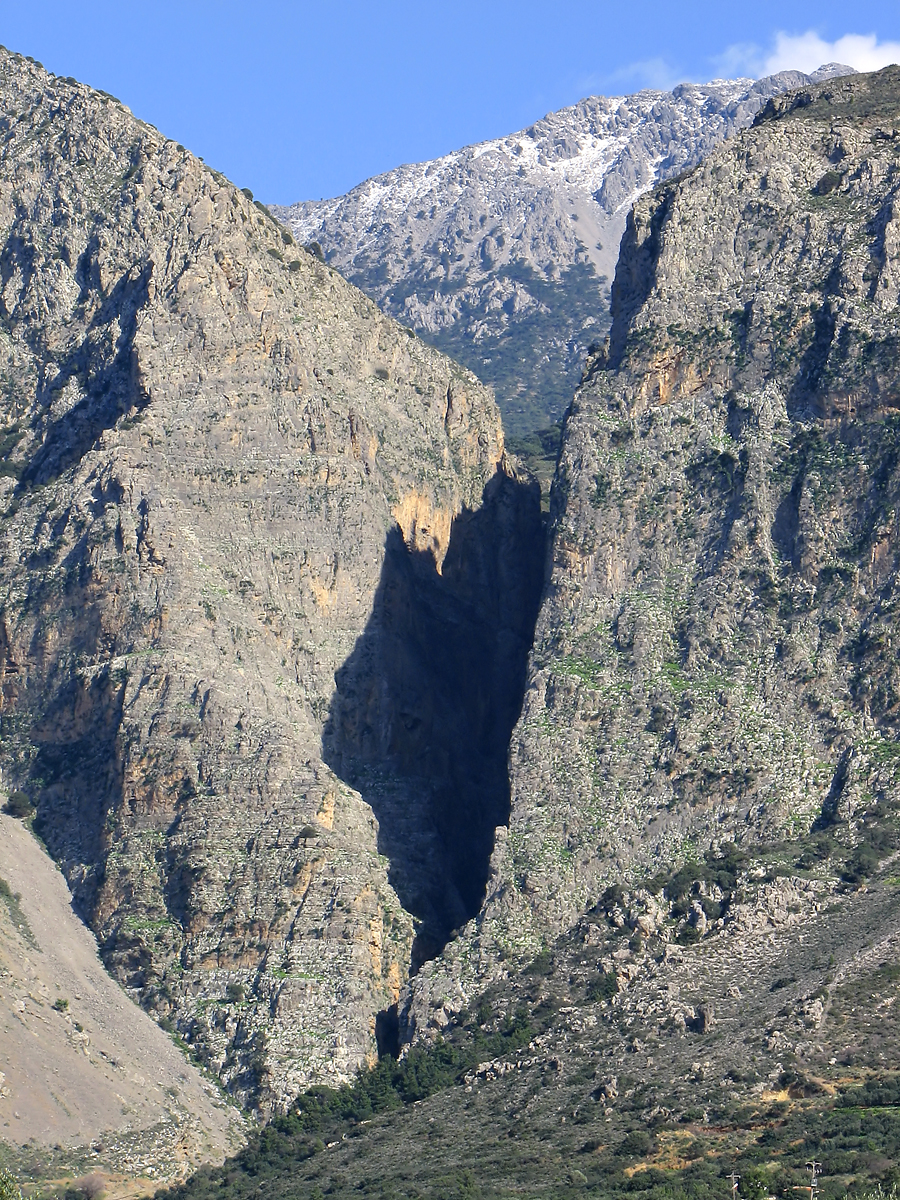